# Битва при Сармине
Битва при Сарми́не (или Битва при Тель-Даните) — сражение между объединённой армией Рожера Салернского, Иль-Гази, Лулу и Тугтегина и армией сельджукского султана во главе с Бурсуком бен Бурсук 14 сентября 1115 года близ сирийского города Сармин, завершившееся разгромом сельджуков.

## Предыстория
С 1110  года армии сельджукского султана регулярно совершали набеги на Эдессу. В 1115 году против Антиохии выдвинулась армия под командованием эмира Бурсука бен Бурсук. Иль-Гази и Тугтегин заключили с правителем Антиохии Рожером Салернским, чтобы выступить против армии султана. Тугтегин, Иль-Гази, Лулу аль-Хадым и Рожер собрали свои войска.

## Кампания
Роджер и его союзники расположились лагерем в 80 км к югу от стен города Апамея. Это расположение позволяло армии успешно маневрировать, чтобы защитить Алеппо, Дамаск или Антиохию. Когда Рожер Салернский убедился в приближении сельджуков, он послал гонца к королю Балдуину I Иерусалимскому с просьбой о помощи. Армия Бурсука внезапно появился близ Хамы и штурмовала город. Так мусульмане неожиданно оказались всего в 30 км к юго-востоку от Апамеи. Бурсук вскоре переместил свой лагерь в Шайзар в 12 км к юго-востоку от лагеря Рожера Салернского.
Балдуин I Иерусалимский немедленно отправил 500 рыцарей и 1 000 пехотинцев из Иерусалима на север. По пути к ним присоединились войска графа Триполи Понса — 200 рыцарей и 2 000 пехотинцев. Король послал сообщение, запрещающий Рожеру вступать в бой до прибытия подкреплений.
Силы Бурсуки вскоре сомкнулись вокруг лагеря Рожера Салернского, пытаясь выманить антиохийцев и их союзников в преждевременную атаку. Их провокации озлобляли латинян. Однако Рожер объявил, что каждый, кто покинет лагерь без приказа и вступит в бой, будет ослеплён. В подтверждение своей решимости он проехал по лагерю с обнаженным мечом.
Когда Бурсук узнал о приближении к врагу подкреплений, он отступил на восток. В его распоряжении было порядка 5 000 воинов против 10 700 христианских солдат. Союзники заняли Шайзар и сожгли нижний город в качестве наказания за помощь горожан сельджукам. Когда Бурсук не привел свою армию, чтобы защитить город, союзные лидеры посчитали кампанию законченной и стали готовиться отправиться домой.

## Битва
Как только союзная армия была уже расформирована, Бурсук вернулся и захватил город Кафартаб, недалеко от Апамеи. Рожер вновь собрал антиохийскую армию и выступил против сельджуков. Графство Эдесса также отправило свои войска в помощь ему. Между тем Бурсук повел свою армию в направлении Зарданы, в 60 км к юго-востоку от Антиохии. Рожер расположил свою армию в 40 км к югу от Антиохии в крепости Ругия.
Утром 14 сентября Рожер Салернский получил известие, что враг без должной рекогносцировки расположился в лагере близ Тель Данита около Сармина. Он стремительно выдвинулся и застиг сельджуков врасплох. Когда крестоносцы начали атаку, некоторые сельджуки ещё спали в лагере. Рожер Салернский сгруппировал армию франков в левый, центральный и правый фланг. Балдуин, граф Эдессы, командовал левым флангом, а Рожер лично командовал центром. Ударным в атаке стал левый фланг.
 «Вопрос о победителе решился почти сразу, как завязался бой. Слева франки быстро разгромили главные силы турок, которые спасались бегством по склону холма позади своего лагеря, в то время как Рожер занял сам лагерь. Только на правом фланге франки испытали трудности».
На правом фланге туркополы, использованные в качестве лучников, были отброшены назад контратакой сельджуков. Это нарушило строй рыцарей, испытавших лобовую атаку противника. Однако в целом Рожер нанес армии Бурсука тяжелое поражение и положил конец кампании.

## Последствия
О потерях турецкой армии ничего не известно, но они, должно быть, были значительными. Франкские потери были, вероятно, небольшими. Характерно, что ещё весной армия Бурсука была больше, чем армия Рожера и его сирийских союзников. Однако Рожер сумел увеличить численность своих солдат, а армию Бурсука покинул ряд недовольных дележом трофеев эмиров.
Победа Рожера на время защитила Антиохию от мусульманской угрозы. Но четыре года спустя Рожер Салернский погиб в битве на Кровавом поле.